# Kent Championships 1950
Die Kent Championships 1950 im Badminton fanden vom 20. bis zum 21. Januar 1950 in Herne Bay statt. 

## Die Sieger
| Disziplin    | Sieger                            |
| ------------ | --------------------------------- |
| Herreneinzel | Trilok Nath Seth                  |
| Dameneinzel  | Elisabeth O’Beirne                |
| Herrendoppel | Ian Maconachie R. V. M. Messenger |
| Damendoppel  | M. J. Barnett Elisabeth O’Beirne  |
| Mixed        | Pat Davis J. A. Collier           |